# Diane Pearson
Pour les articles homonymes, voir Pearson.
Diane Pearson (née le 5 novembre 1931 à Croydon (Londres, Angleterre) et morte le 15 août 2017) est une romancière britannique qui a écrit des romans historiques qui s'intéressent particulièrement à la dimension sociale des personnages et qui mettent en valeur leur complexité psychologique.

## Biographie

### Vie privée
Diane Pearson est née le 5 novembre 1931 à Croydon, Londres, en Angleterre. Elle est la fille de Miriam Harriet Youde et de William Holker. Pendant son enfance, elle a souvent rendu visite à ses grands-parents dans un village situé à la frontière entre le Kent et le Surrey. Elle est allée à l'école secondaire à Croydon.
Elle a commencé sa carrière à 16 ans en travaillant chez l'éditeur Jonathan Cape Ltd et a été éditeur à Transworld pendant 38 ans.
En 1994, elle a reçu le prix de l'éditeur de l'année du British book award.
Elle est de plus l'auteur de plusieurs romans et nouvelles qui ont été traduits en plusieurs langues.
Diane Pearson est la seconde épouse de l'acteur Richard Leech (Richard Leeper McClelland).

### Whitman
1. The Marigold Field (1969)
2. Sarah Whitman (1971) = Sarah